# Jaroslav Olša (młodszy)
Jaroslav Olša, jr. (ur. 4 sierpnia 1964 w Pradze) – czeski orientalista, dyplomata, pisarz i tłumacz. Pełnił funkcję ambasadora w Zimbabwe, Korei Południowej i na Filipinach, od końca roku 2020 jest Konsulem Generalnym w Los Angeles.
Jest absolwentem praskiego Uniwersytetu Karola, gdzie w latach 1985–1995 studiował arabistykę, afrykanistykę i orientalistykę. W latach 1990–1992 kształcił się na Uniwersytecie Amsterdamskim (stosunki międzynarodowe i porównawcze studia europejskie).
Jego ojciec – Jaroslav Olša – również jest orientalistą.
Tworzy przekłady z języków angielskiego i polskiego. Zajmuje się przede wszystkim literaturą science-fiction. Jest też autorem książek na temat stosunków Czechów z terytoriami pozaeuropejskimi.

## Publikacje (wybór)
- Encyklopedie literatury science fiction (współautorstwo, 1995)
- Dějiny Zimbabwe, Zambie a Malawi (współautorstwo, 2008)